# François Villeroy de Galhau
Pour les articles homonymes, voir Villeroy.
 (janvier 2024).
L'article doit être relu — et modifié si nécessaire — par des contributeurs indépendants pour apporter un regard critique aux contributions effectuées en violation des conditions d'utilisation de Wikipédia, tant sur la forme (notamment concernant le style encyclopédique, la proportionnalité) que sur le fond (la neutralité de point de vue, la qualité et l'indépendance des sources).
François Villeroy de Galhau, né le 24 février 1959 à Strasbourg, est un haut fonctionnaire français. Il est directeur général délégué de BNP Paribas de 2011 à 2015, gouverneur de la Banque de France depuis le 1er novembre 2015 et président du conseil d'administration de la Banque des règlements internationaux depuis le 13 janvier 2022.

## Biographie

### Jeunesse et études
François Villeroy de Galhau naît dans une famille d'ancienne bourgeoisie originaire de Lorraine, issue de Simon Villeroy (mort v. 1675), bourgeois de Saint-Avold. Parmi ses ancêtres, figurent Claude Villeroy (1726-1800), directeur général des hôpitaux militaires, et Nicolas Villeroy (1759-1843), receveur de la vente étrangère des sels, capitaine dans la Garde nationale et fondateur de l'entreprise Villeroy & Boch.
La famille Villeroy est historiquement implantée entre la Lorraine et la Sarre, et François Villeroy de Galhau parle un allemand courant. Il est le fils de Claude Villeroy de Galhau et d'Odile de La Lande de Calan (fille de Pierre de La Lande de Calan).
François Villeroy de Galhau suit ses études secondaires au lycée Saint-Louis-de-Gonzague. Il intègre l'École polytechnique (promotion 1978), puis l’École nationale d'administration (promotion Louise-Michel 1984). Major de la voie économique, il sort de l'ENA inspecteur des finances.
Il est marié à Florence Gilbert de Vautibault, avec laquelle il a cinq enfants.

### Carrière avant la Banque de France
En 1988, François Villeroy de Galhau entre à la direction du Trésor où il est chargé de mission (bureau Afrique, puis bureau Europe),.
De 1990 à 1993, il est conseiller européen du ministre des Finances puis du Premier ministre Pierre Bérégovoy, et occupe ensuite diverses responsabilités à la direction du Trésor à Bercy, puis à Bruxelles comme conseiller financier à la représentation permanente de la France.
Il enseigne l'économie à l'Institut d'études politiques de Paris, où il prend la suite du cours donné par Michel Pébereau, entre 1996 et 2005. Son cours sert de base à son livre Dix-huit leçons sur la politique économique.
Sous le gouvernement Jospin, il est directeur de cabinet de Dominique Strauss-Kahn de 1997 à 1999, de Christian Sautter de 1999 à 2000 au ministère de l'Économie et des Finances, puis directeur général des Impôts de 2000 à 2003.
En 2003, il passe dans le privé et devient président-directeur général de Cetelem, société de crédit à la consommation du groupe BNP Paribas, puis responsable de la banque de détail du groupe en France (2008). 
François Villeroy de Galhau est ensuite directeur général délégué du groupe BNP Paribas, chargé des Marchés domestiques et de la RSE du 1er décembre 2011 au 1er mai 2015. À l'été 2014, il est sollicité par Emmanuel Macron, alors ministre de l'économie, de l'industrie et du numérique (gouvernement Valls 2), pour devenir son directeur de cabinet, qu'il refuse.
Il est promu officier de la Légion d'honneur le 11 juillet 2014.
Il est plus tard chargé, par le gouvernement Valls I, de s'occuper d'une mission sur le financement de l'investissement des entreprises. Cette mission fait l’objet d’un rapport remis au Premier ministre Manuel Valls le 26 septembre 2015.

## Gouverneur de la Banque de France

### Nomination
En septembre 2015, il est proposé au poste de gouverneur de la Banque de France. Cette situation engendre des réactions contrastées : un collectif de 150 économistes estime que cette situation provoque un risque de conflits d’intérêt et demande aux parlementaires de s'y opposer. À l'inverse, trois anciens gouverneurs de la Banque de France défendent sa candidature.
Lors de son audition devant la Commission des finances de l’Assemblée nationale, il prend des engagements pour « garantir qu’il n’y aurait jamais de situation de conflit d’intérêts ». Il reçoit l'avis favorable des commissions parlementaires compétentes, qui participaient pour la première fois à la procédure de nomination.
Il est nommé gouverneur de la Banque de France par le président de la République et prend ses fonctions le 1er novembre. Il en préside le conseil général, qui délibère sur les questions relatives à la gestion des activités autres que celles relevant de l’Eurosystème, et pilote les trois missions de la Banque de France : la stratégie monétaire, la stabilité financière et les services économiques vers les ménages et les TPE et PME.
Il préside aussi, au titre de gouverneur de la Banque de France, l’Autorité de contrôle prudentiel et de résolution.
Il siège au conseil des gouverneurs de la Banque centrale européenne à Francfort, aux côtés des six membres du directoire et des gouverneurs des banques centrales nationales des dix-huit autres pays de la zone euro.

### Action à la tête de la Banque de France

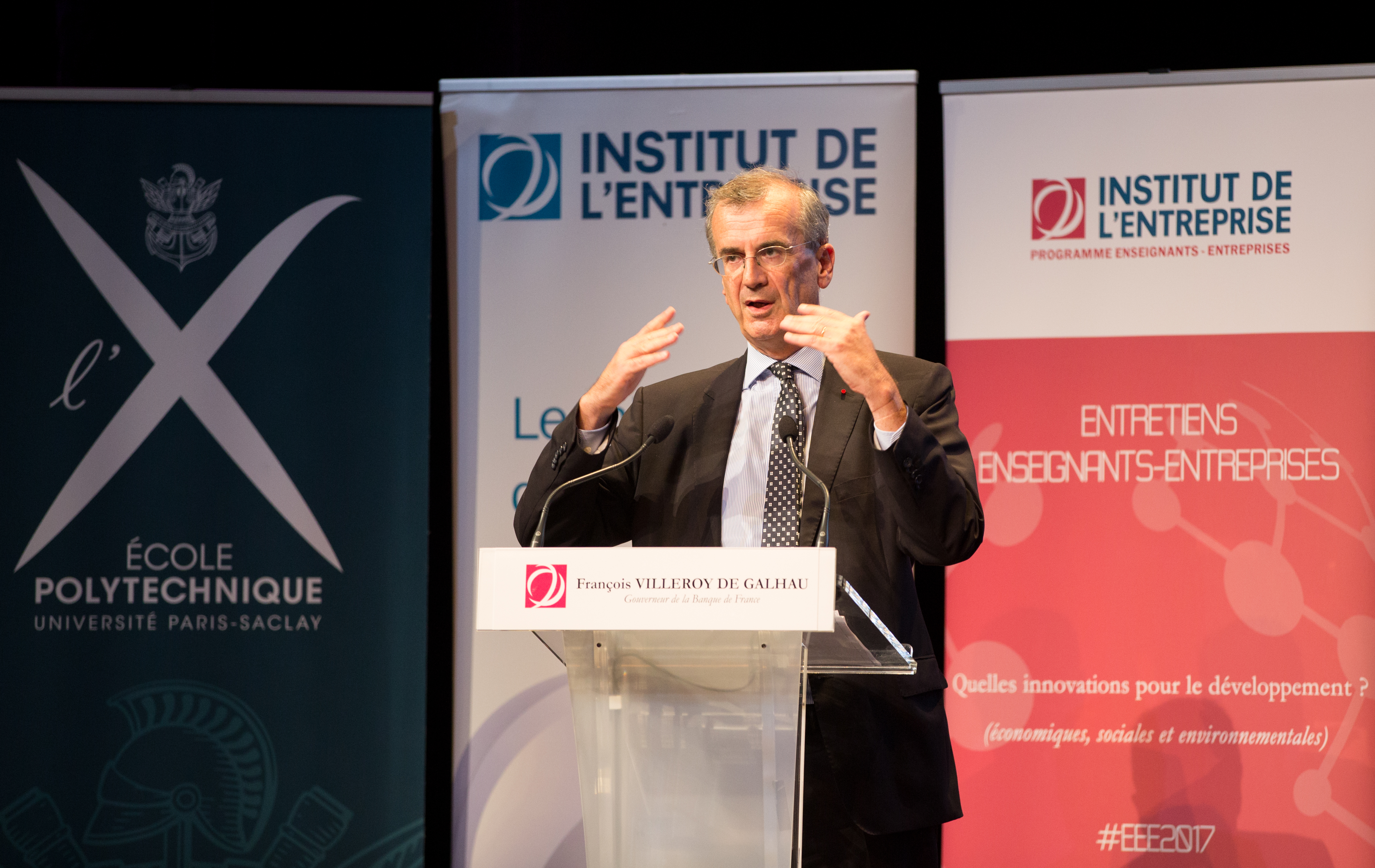
François Villeroy de Galhau au cours d'une conférence à l'École polytechnique en 2017.

À son arrivée, il amplifie le plan de transformation initié par son prédécesseur Christian Noyer, qu'il intitule « Ambition 2020 »,. 
En 2018, Villeroy de Galhau prend l'initiative de lancer le Network for Greening the Financial System (NGFS),, un réseau de banques centrales qui compte une cinquantaine de membres, visant à explorer le rôle des banques centrales dans la promotion de la finance verte. La Banque de France assure aujourd'hui le secrétariat permanent du NGFS, dont la présidence est assurée par l'allemande Sabine Mauderer. Villeroy de Galhau se prononce à de nombreuses reprises en faveur d'une intégration des risques financiers liés au climat dans la politique monétaire de la BCE.
En décembre 2019, il plaide pour l'émergence de l'euro numérique, une monnaie numérique de banque centrale qui permettrait au niveau européen de « disposer d'un puissant levier d'affirmation de notre souveraineté face aux initiatives privées du type Libra ».

### Crise du Covid-19
À l'occasion de la crise liée à la pandémie de Covid-19, il annonce une décroissance de 6 % de l’économie française au 1er trimestre 2020, et estime le coût de la crise à 1,5 point de croissance annuelle par quinzaine de confinement,. 
Il juge néanmoins que l'État joue un rôle d'amortisseur majeur face à la crise : « L’intervention publique massive a absorbé au moins les deux tiers du choc, et réduit d’autant son impact pour les ménages et les entreprises ». Il relève également le grand consensus des économistes sur les mesures à prendre pour sortir de la crise et faire redémarrer l’économie au plus tôt et dans les meilleures conditions : la création d’un bouclier de trésorerie pour toutes les entreprises.
Concernant l'activité des banques, il annonce le 18 avril 2020 que les banques françaises ont reçu 290 000 demandes de prêts garantis par l'État, pour un montant total de 55 milliards d'euros.

### Agression à Bâle
En juin 2022, Villeroy de Galhau est frappé d'un coup de marteau à la tête à Bâle, en Suisse, après avoir dirigé une réunion du conseil d'administration de la Banque des règlements internationaux. Après que des passants ont maîtrisé l'assaillant (dont l'identité n'a pas été révélée), Villeroy de Galhau est hospitalisé. Les autorités suisses considèrent qu'un motif politique est possible. Le suspect est en détention provisoire et ses motivations restent floues, selon le journal suisse Le Nouvelliste,,. En 2023, le tribunal pénal de Bâle-Ville aurait, selon Radio télévision suisse, jugé que le prévenu, un Suisse de 40 ans qui souffrirait de schizophrénie paranoïaque, était bien l'auteur des faits, qualifiés de « tentative d'homicide par dol éventuel », mais l'aurait jugé irresponsable de ses actes. Le prévenu aurait nié aussi bien les faits que le diagnostic de schizophrénie.

### Rémunération
Par souci de transparence, la Banque de France a rendu public pour la première fois en 2016 le salaire annuel de son gouverneur, qui s'élève à 283 129 euros brut. À cette rémunération s'ajoutent une indemnité de logement de 5 653 euros par mois et une enveloppe annuelle de 46 500 euros qui lui est versée en tant qu’administrateur de la Banque des règlements internationaux (BRI).

## Autres mandats

### En tant que gouverneur de la Banque de France
François Villeroy de Galhau exerce en qualité de gouverneur de la Banque de France des mandats qui lui sont confiés dans le cadre du Code monétaire et financier, parmi lesquels :
- Membre du conseil des gouverneurs de la Banque centrale européenne
- Président de l’Autorité de contrôle prudentiel et de résolution
- Membre du Haut conseil de stabilité financière
- Membre du conseil d’administration de la Banque des règlements internationaux
- Membre du Comité national de l’éducation financière[38]

### Fonctions passées
- Membre du conseil de surveillance de Villeroy & Boch (Sarre)
- Membre du conseil d'administration de l'ADIE (Association pour le Droit à l'Initiative Economique), pour le développement du microcrédit
- Membre du conseil d'orientation du think tank En Temps Réel [39]
- Membre du conseil de surveillance de Bayard Presse[40], groupe propriétaire du quotidien La Croix
- Membre de la Commission pour la libération de la croissance française, réunie et présidée par Jacques Attali en 2007 puis 2010
- Président de l’Observatoire de la sécurité des moyens de paiement

## Prises de position

### Avant 2015
François Villeroy a longtemps été membre du conseil d'administration des Semaines sociales de France, aux côtés de Michel Camdessus, de Jean Boissonnat et d'autres personnalités du monde de la finance et de l'économie préoccupées par l'action sociale de l'Église catholique.
Plus médiatisé depuis 2003, il intervient régulièrement dans la presse, à la radio voire à la télévision, à titre professionnel comme à titre personnel, sur l'Europe et la relation franco-allemande, sa vision du management, ou les réformes économiques.
Sa réflexion éthique est au cœur de son action économique et sociale, notamment à propos de la finance. Dans son dernier livre, L'Espérance d'un Européen, il prend parti clairement pour le modèle social européen, et propose un programme pour l'emploi des jeunes à travers un grand « Erasmus pro ».
Catholique engagé, il a publié dans le passé des tribunes dans le journal La Croix.

### Depuis sa nomination à la Banque de France
En tant que Gouverneur de la Banque de France, il prend de nombreuses positions publiques sur des sujets monétaires et financiers, comme le bitcoin, dont il rappelle qu’il n’est pas une monnaie, ou encore la double circulation de monnaies, qu’il estime être un danger pour l’euro.
François Villeroy de Galhau prend régulièrement la parole sur les enjeux économiques de la France, comme le chômage qu’il estime être “la situation la plus urgente que connaît actuellement la France,  les dépenses sociales, la masse salariale de la fonction publique, l’union bancaire, le surendettement ou le paiement sans contact,,.
Il plaide régulièrement en faveur de la baisse des dépenses publiques, jugeant le modèle social français « trop coûteux ».
Il se conduit à la Banque de France, selon le magazine Marianne, en gardien de l’orthodoxie néolibérale. Il s'élève ainsi, dans le contexte de pandémie de Covid-19, contre l'idée d'annuler la dette détenue par la Banque centrale européenne, ou contre l’assouplissement des ratios de Maastricht.

### Lettre au président de la République
Depuis 1945, la tradition veut que le gouverneur de la Banque de France remette au président de la République française une lettre faisant part de ses réflexions et recommandations sur la situation économique et financière de la France. Cette lettre est publique et abondamment commentée dans les médias et milieux économiques.
En 2016, François Villeroy de Galhau alerte sur les faiblesses économiques et sociales de la France et en particulier le chômage des jeunes. En 2018, il alerte sur l'urgence de contenir la dépense publique.
En 2019, il centre sa lettre sur l'euro à l'occasion des 20 ans de la monnaie unique, évoquant son succès incontestable, ses promesses tenues, le fort soutien populaire dont elle bénéficie et le rôle qu'elle a joué dans l'augmentation du pouvoir d'achat moyen des Français. Il appelle à renforcer l'union monétaire pour maintenir la souveraineté de l'Europe.  
En 2020, la lettre au président de la République est centrée sur la crise économique liée à la pandémie de Covid-19. Dans ce contexte particulier, François Villeroy de Galhau invite le président à privilégier la stabilité fiscale (ni hausse, ni baisse d'impôts). 
En 2023, sa lettre donne la priorité à la lutte contre l’inflation.

## Controverses

### Carrière préalable chez BNP Paribas
En 2015, 150 universitaires dont Thomas Piketty, François Bourguignon ou Laurence Scialom contestent le choix de François Villeroy de Galhau comme gouverneur. Selon eux, son passé de banquier privé le disqualifie pour cette institution chargée notamment de superviser le secteur bancaire français, car cela pose « un grave problème de conflit d’intérêts »,.

### Indemnité logement
En octobre 2024, Le Canard enchaîné dénonce en "Une" l'indemnité de logement de 75 000 euros par an que perçoit François Villeroy pour se loger, alors même qu'il vit dans son propre appartement.

### Diminution des effectifs
Le Canard enchaîné indique que le gouverneur a entrepris, depuis son arrivée en 2015, « une vaste cure d’amaigrissement de l’établissement, supprimant plus d’un quart des effectifs ». Sur les 12 196 emplois à temps plein (ETP) recensés en 2015, 3 093 ont quitté l’institution. Deux suicides et une tentative ont frappé la Banque de France en juin 2023. Une enquête a été commandée au cabinet Technologia. Le document pointe, selon Blast, « la suppression massive d’emplois menée au pas de charge », la « dégradation générale des conditions de travail », le « management toxique » et des « risques psycho-sociaux « alarmants » ».
En février 2025, un article Médiapart rapporte qu'en novembre 2024, un salarié de la filiale EuropaFi de la Banque de France met fin à ses jours, portant à quatre le nombre de suicides en deux ans au sein de l’institution. À la suite de cet événement, le comité social et économique (CSE) d’EuropaFi vote en faveur d’une expertise indépendante afin d’évaluer les risques psychosociaux au sein de l’entreprise. La direction conteste cette demande en justice, arguant de l’absence de risque grave identifié. Ce suicide intervient dans un contexte de tensions liées à la réduction des effectifs opérée sous la gouvernance de François Villeroy de Galhau. En 2023, un rapport du cabinet Technologia, commandé après plusieurs suicides, relevait « une dégradation des conditions de travail » et « une hausse de la charge de travail ». Ces conclusions, vivement contestées par la Banque de France, ont été dénoncées par plusieurs organisations syndicales, dont la CGT, qui attribuent ces difficultés aux choix stratégiques de la direction.

## Publications

### Livres
- Développement des activités financières au regard des exigences éthiques du christianisme, éd. Librairie Vaticane, 1994
- Dix-huit leçons sur la politique économique : à la recherche de la régulation, avec Jean-Claude Prager, préface de Michel Pébereau, Le Seuil, 2003, 2e édition 2006
- avec Luc Champagne, Jérôme Vignon et Michel Camdessus, Chrétiens face à la crise, Paris, Bayard, 2009, 78 p. (ISBN 978-2-227-47883-1)
- L'Espérance d'un Européen, éd. Odile Jacob, 2014  (ISBN 978-2738130914)
- Retrouver confiance en l'économie, éd. Odile Jacob, 2021  (ISBN 9782738153838)

### Tribunes
- « Renforcer l’intégration européenne pour restaurer la confiance », co-signée avec Jens Weidmann (président de la Deutsche Bundesbank), Le Monde, 7 février 2016
- « L'euro, notre force dans un monde incertain », Le Figaro, 6 février 2017
- « Riposte à la crise économique en trois actes », Le Figaro, 24 avril 2020

### Articles
- « Le changement dans l'État, c'est possible », Sociétal, 2002, no 35, p. 26-30[62]
- « Bercy : la réforme sans le grand soir ? », En temps réel, cahier 13, mars 2004[63]
- « Ces entreprises qui font l'Europe », La Croix, 22 mars 2006[64]
- « La pression et le bénédictin », La Croix, 28 décembre 2006[65]
- « Justice et fiscalité », Études, no 4064, avril 2007, p. 463-474
- « Voyage dans le cerveau du monde », La Croix, 13 juin 2007[66]
- « Un trésor trop discret », La Croix, 24 octobre 2007[67]
- « La vocation d'un dirigeant est aussi d'être un serviteur à l'écoute », in La Vie, no 3260 du 21 au 27 février 2008, p. 18-19
- « Y a-t-il un pilote dans l'avion ? », La Croix, 26 septembre 2008
- « Rome, Wall Street et nous », Études, 2009, tome 411, p. 112
- « Sagesses de mon village allemand », La Croix, 17 septembre 2012[68]
- « De Rome à Maastricht et au-delà, des principes pour consolider et faire progresser le projet européen », Revue d’économie financière, 2017, no  125, p. 336
- « L’euro : un succès encore inachevé », Réalités industrielles, 2018, p. 104

### Référénces
1. ↑  Pierre-Marie Dioudonnat, Le simili-nobiliaire-Français, ed. Sedopols, 2012, p.788
2. ↑  (de) Christian Schubert, « François Villeroy de Galhau: Ein Deutschland-Kenner für die EZB », Frankfurter Allgemeine Zeitung,‎ 8 septembre 2015 (ISSN 0174-4909, lire en ligne, consulté le 28 mars 2017)
3. ↑  « Décès de Claude Villeroy de Galhau, un passionné de l'Histoire et de l'amitié Franco-Allemande », France 3 Grand Est,‎ 13 juin 2017 (lire en ligne, consulté le 30 juin 2018)
4. 1 2 3 4 5  « Pouvoirs et synthèse des intérêts: les puissants défendent leur caste », L'Humanité,‎ 22 octobre 2015 (lire en ligne, consulté le 30 juin 2018)
5. ↑  Ghislain de Montalembert, « François Villeroy de Galhau, l’homme qui voit l’avenir en rose », Le Figaro Magazine,‎ 26 mars 2021, p. 22-23 (lire en ligne).
6. ↑  « François Villeroy de Galhau », Banque de France,‎ 26 septembre 2016 (lire en ligne, consulté le 28 mai 2018)
7. ↑  L'express international, Groupe Express, 2003 (lire en ligne)
8. ↑  « BNP Paribas : Villeroy de Galhau quitte la direction », sur Le Point, 21 avril 2015 (consulté le 16 septembre 2024)
9. ↑  Jean-Claude Prager et François Villeroy de Galhau, Dix-huit leçons sur la politique économique: à la recherche de la régulation, Seuil, 2006 (ISBN 978-2-02-082274-9, lire en ligne)
10. ↑  « F. Villeroy de Galhau : le retour aux sources d’un grand commis de l’Etat », sur Les Echos, 21 avril 2015 (consulté le 12 janvier 2022)
11. ↑  « INFO OBS. Alexis Kohler, nommé directeur de cabinet d'Emmanuel Macron », sur L'Obs, 1er septembre 2014 (consulté le 12 janvier 2022)
12. ↑  Décret du 11 juillet 2014 portant promotion et nomination (lire en ligne)
13. ↑  « François Villeroy de Galhau, prochain gouverneur de la Banque de France? », La Tribune,‎ 21 avril 2015 (lire en ligne, consulté le 28 mars 2017)
14. ↑  « Rapport sur le financement de l’investissement des entreprises », sur Gouvernement.fr (consulté le 28 mars 2017).
15. ↑  « Biographies des membres du conseil général », Banque de France,‎ 9 décembre 2016 (lire en ligne, consulté le 28 mars 2017).
16. ↑  « Banque de France : « François Villeroy de Galhau est exposé à un grave conflit d’intérêts » », 15 septembre 2015.
17. ↑  « Banque de France : trois ex-gouverneurs soutiennent Villeroy de Galhau », sur www.liberation.fr, 27 septembre 2015.
18. ↑  « Assemblée nationale ~ Compte rendu de réunion de la commission des finances, de l'économie générale et du plan », sur assemblee-nationale.fr (consulté le 30 mars 2017).
19. ↑  LOI n° 2010-838 du 23 juillet 2010 relative à l'application du cinquième alinéa de l'article 13 de la Constitution, 23 juillet 2010 (lire en ligne)
20. ↑  Décret du 30 septembre 2015 portant nomination du gouverneur de la Banque de France - M. VILLEROY de GALHAU (François)
21. ↑  « Interview de François Villeroy de Galhau, Gouverneur de la Banque de France », sur Paris Normandie (publié sur le site de la Banque de France), 25 février 2016
22. ↑  « Collège de supervision », Banque de France,‎ 26 juillet 2017 (lire en ligne, consulté le 5 novembre 2017)
23. ↑  « Ce que va faire Villeroy de Galhau à la Banque de France », Challenges,‎ 2 novembre 2015 (lire en ligne, consulté le 28 mai 2018)
24. ↑  « « La priorité de la Banque de France, c'est le financement de l'économie réelle » », La Tribune,‎ 14 mars 2016 (lire en ligne, consulté le 28 mai 2018)
25. ↑  « « La stabilité climatique fait partie, à long terme, des déterminants de la stabilité financière. » - One Planet Summit – Paris », sur Banque de France, 12 décembre 2017 (consulté le 11 novembre 2019)
26. ↑  « Risque climat, finance verte : les banques centrales s’y mettent aussi ! », sur La Tribune (consulté le 11 novembre 2019)
27. ↑  (en-GB) « Membership », sur Banque de France, 12 septembre 2019 (consulté le 11 novembre 2019)
28. ↑  (en) « ECB should take climate change into account - Villeroy », Reuters,‎ 18 septembre 2019 (lire en ligne, consulté le 11 novembre 2019)
29. ↑  « Blockchain : la Banque de France avance dans ses tests d'« euro digital » », sur LEFIGARO (consulté le 25 mai 2021)
30. 1 2  « Coronavirus : le PIB plonge d'environ 6% au 1er trimestre », sur RTL.fr (consulté le 17 avril 2020)
31. 1 2 3  « Une chute du PIB d’« au moins 8 % » cette année, pronostique le gouverneur de la Banque de France », Le Monde.fr,‎ 19 avril 2020 (lire en ligne, consulté le 19 avril 2020)
32. ↑  « Le patron de la Banque de France attaqué au marteau à Bâle », sur Le patron de la Banque de France attaqué au marteau à Bâle (consulté le 28 septembre 2022)
33. ↑  (de) Thomas Knellwolf, Mirjam Kohler et Hans Ulrich Schaad, « Hammer-Attacke auf offener Strasse – Attentat auf französischen Zentralbank-Chef in Basel », sur Der Bund, 28 septembre 2022 (consulté le 28 septembre 2022)
34. ↑  « Le patron de la Banque de France, François Villeroy de Galhau, attaqué au marteau à Bâle: un possible «attentat politique» », sur LEFIGARO, 28 septembre 2022 (consulté le 28 septembre 2022)
35. ↑  « L'agresseur suisse du gouverneur de la Banque de France jugé irresponsable », sur rts.ch, 23 mars 2023 (consulté le 28 mai 2024)
36. ↑  BFM BUSINESS, « La Banque de France dévoile le salaire de son gouverneur », sur BFM BUSINESS (consulté le 5 novembre 2017)
37. ↑  « Hauts salaires », sur Libération, 10 janvier 2019
38. ↑  « Michel Sapin a présidé le premier Comité national de l’éducation financière », Le portail des ministères économiques et financiers,‎ 20 décembre 2016 (lire en ligne, consulté le 29 mars 2017).
39. ↑  « Équipe | En Temps Réel », 22 janvier 2012 (version du 22 janvier 2012 sur Internet Archive)
40. ↑  « Site Bayard - Présentation et histoire > Organigramme », 28 mars 2012 (version du 28 mars 2012 sur Internet Archive)
41. ↑  « Actualités », Banque de France,‎ mars 2017 (lire en ligne, consulté le 30 mars 2017).
42. ↑  « L'espérance d'un européen avec François Villeroy de Galhau », France Inter,‎ 30 octobre 2014 (lire en ligne, consulté le 28 mars 2017).
43. ↑  BFM BUSINESS, « François Villeroy de Galhau: « Le bitcoin n'est en rien une monnaie, ou même une crypto-monnaie » », sur BFM BUSINESS (consulté le 28 mai 2018)
44. ↑  « Banque de France : la double circulation de monnaies proposée par Le Pen serait un danger », cBanque Actu,‎ 4 mai 2017 (lire en ligne, consulté le 28 mai 2018)
45. ↑  (en) « François Villeroy de Galhau : "Je crois à l’Europe, ce modèle de diversité, de solidarité, de paix” », sur www.escpeurope.eu (consulté le 28 mai 2018)
46. ↑  « François Villeroy de Galhau : Nous pourrions viser 7% de taux de chômage », France Inter,‎ 6 juillet 2017 (lire en ligne, consulté le 28 mai 2018)
47. ↑  « Comment Villeroy de Galhau veut muscler l’union bancaire », Challenges,‎ 29 mai 2017 (lire en ligne, consulté le 28 mai 2018)
48. ↑  Sébastien Grob, « Dépenses publiques : le réquisitoire bancal du gouverneur de la Banque de France contre "notre modèle trop coûteux" », sur www.marianne.net, 9 juillet 2020
49. ↑  Franck Dedieu, « Austérité, néolibéralisme… Ils ne vont pas disparaître après le Covid », sur www.marianne.net, 30 mai 2021
50. ↑  « Les 4 axes de réformes du gouverneur de la Banque de France », La Croix,‎ 18 mai 2016 (ISSN 0242-6056, lire en ligne, consulté le 9 avril 2019)
51. ↑  Marc Vignaud, « Les conseils du gouverneur de la Banque de France à Emmanuel Macron », sur Le Point, 20 juin 2018 (consulté le 9 avril 2019)
52. ↑  « «L'euro a contribué à protéger le pouvoir d'achat des Français» (Villeroy de Galhau) », sur FIGARO, 2 avril 2019 (consulté le 9 avril 2019)
53. ↑  « Le gouverneur de la Banque de France appelle à renforcer la zone euro », Le Monde,‎ 2 avril 2019 (lire en ligne, consulté le 9 avril 2019)
54. ↑  « François Villeroy de Galhau : « Il faut ni hausse d’impôts, ni baisse » », La Croix,‎ 9 juillet 2020 (ISSN 0242-6056, lire en ligne, consulté le 5 janvier 2021)
55. ↑  « François Villeroy de Galhau: «L’inflation deviendrait une maladie grave si elle s’installait» », sur LEFIGARO, 24 avril 2023 (consulté le 1er mai 2023)
56. ↑  « Banque de France : controverse autour de la nomination de François Villeroy de Galhau », sur Le Figaro, 15 septembre 2015 (consulté le 22 novembre 2024)
57. ↑  « Banque de France : la nomination d’un ex-dirigeant de BNP dénoncée par 150 économistes », 15 septembre 2015 (consulté le 22 novembre 2024)
58. 1 2  « Banque de France : François Villeroy de Galhau, un gouverneur payé pour habiter chez lui », sur Le Canard enchaîné, 29 octobre 2024 (consulté le 22 novembre 2024)
59. ↑  « INFO BLAST / Suicides à la Banque de France : un rapport exclusif décortique le management toxique de l’institution », sur www.blast-info.fr, 23 mai 2024 (consulté le 22 novembre 2024)
60. ↑  « A la Banque de France, la « résonance » douloureuse de suicides de salariés », Le Monde,‎ 23 avril 2024 (lire en ligne, consulté le 5 juillet 2025)
61. ↑  Cécile Hautefeuille, « Un nouveau suicide à la Banque de France au cœur d’une bataille judiciaire », sur Mediapart, 4 février 2025 (consulté le 4 février 2025)
62. ↑  « Le changement dans l’Etat, c’est possible », Sociétal,‎ 1er trimestre 2002 (ISSN 1274-3356, lire en ligne, consulté le 9 mai 2019)
63. ↑  Texte en ligne (pdf, 36 p.)
64. ↑  « Ces entreprises qui font l'Europe », La Croix,‎ 22 mars 2006 (ISSN 0242-6056, lire en ligne, consulté le 28 mai 2018)
65. ↑  « La pression et le bénédictin.François Villeroy de Galhau. reperes. Des cadres de plus en plus stressés. », La Croix,‎ 28 décembre 2006 (ISSN 0242-6056, lire en ligne, consulté le 28 mai 2018)
66. ↑  « Voyage dans le cerveau du monde par François Villeroy de Galhau,dirigeant d'entreprise », La Croix,‎ 13 juin 2007 (ISSN 0242-6056, lire en ligne, consulté le 28 mai 2018)
67. ↑  « Un trésor trop discret. », La Croix,‎ 24 octobre 2007 (ISSN 0242-6056, lire en ligne, consulté le 28 mai 2018)
68. ↑  « Sagesses de mon village allemand. François VILLEROY de GALHAU, dirigeant d'entreprise », La Croix,‎ 17 septembre 2012 (ISSN 0242-6056, lire en ligne, consulté le 28 mai 2018)